# Exorcism: The Possesion of Gail Bowers
Exorcism: The Possesion of Gail Bowers (Exorcismo: La posesión de Gail Bowers) es una película estadounidense de terror del 2006, escrita y dirigida por Leigh Scott. La película fue distribuida por The Asylum directamente para DVD.

## Argumento
La película tiene lugar en una localidad apartada de Florida, en donde el sacerdote Thomas Bates (Thomas Downey) es solicitado para realizar un exorcismo a la joven Gail Bowers (Erica Roby), que ha sido poseída por fuerzas diabólicas.
Una pareja de la localidad, Clarck y Anne Pederson (Griff Furst y Noel Thurman) son los primeros que alertan al padre Thomas, de la grave situación de Gail, que no ha sido solucionada por la ciencia de la medicina. Una vez en la casa de Gail, el padre Thomas practicará el exorcismo, produciéndose la resistencia feroz de las fuerzas sobrenaturales que poseen a Gail.

## Reparto
- Erica Roby - Gail Bowers
- Thomas Downey - Father Thomas Bates
- Griff Furst - Clark Pederson
- Noel Thurman - Anne Pederson
- David Shick - Dr. Richard Thornhill
- Rebekah Kochan - Francie
- Dean N. Arevalo - Father Fletcher
- Jeff Denton - Dr. Alex Rosa
- Michael Tower - Father Williams